# Río Mapacho
El río Mapacho, también conocido como río Paucartambo en su parte media y río Yavero en su parte baja, es un río ubicado en la provincia de Paucartambo en la región Cusco en Perú. El río desemboca en la parte alta del río Urubamba.